# Green (Kansas)
Green es una ciudad ubicada en el de condado de Clay en el estado estadounidense de Kansas. En el año 2010 tenía una población de 128 habitantes y una densidad poblacional de 256 personas por km².

## Geografía
Green se encuentra ubicada en las coordenadas 39°25′49″N 96°59′57″O / 39.430247, -96.999195 (39.430247, -96.999195).

## Demografía
Según la Oficina del Censo en 2000 los ingresos medios por hogar en la localidad eran de $27,083 y los ingresos medios por familia eran $29,167. Los hombres tenían unos ingresos medios de $21,750 frente a los $27,500 para las mujeres. La renta per cápita para la localidad era de $11,171. Alrededor del 4.4% de la población estaban por debajo del umbral de pobreza.